# Одинцовская культура
Одинцовская культура  — археологическая культура раннего средневековья на территории Северного Алтая (Барнаульско-Бийского Приобья). Образовалась в результате контактов пришлых групп кочевников с местными самодийскими племенами в Лесостепном Алтае. 
В середине IV века на земли северной равнинной части Алтая, населённые самодийскими племенами, стали продвигаться группы кочевого кенкольского населения из Средней Азии (Семиречья), с территории княжества Юэбань (южная часть современного Казахстана), которое расселилось на северных землях Алтая в районе бассейна реки Алей. Другая часть кочевников булан-кобинского населения из Горного Алтая продвигалась в лесостепные районы по территории бассейна Чарыша. Впоследствии пришельцы были ассимилированы самодийцами, результатом чего явилось образование в Лесостепном Алтае новой общности, получившей в археологии название «одинцовской культуры». Взаимодействие кочевых племён с местными племенами привело к существенным изменениям в материальной культуре и погребальном ритуале. Первоначально состав новой общности носил полиэтничный характер, но преобладающим компонентом в ней остался самодийский. Поэтому в целом население, оставившее памятники одинцовской культуры, можно называть самодийцами. Возникновение одинцовской культуры могло послужить первым толчком к дальнейшему распаду единой кулайской общности на самостоятельные культурно-исторические образования.

## Исследования
Первые раскопки проводил в 1895—1912 годах Н. С. Гуляев у села Большая Речка. В 1930 году М. Д. Копытов и С. М. Сергеев раскопали грунтовую могилу у села Одинцовка. Именно этот памятник дал название сначала первому этапу Верхнеобской культуры, а затем и отдельной археологической культуре. В 1981 году Т. Н. Троицкая выделила самостоятельную одинцовскую культуру. Крупные раскопки одинцовских погребальных памятников осуществлены под руководством М. П. Грязнова в 1946, 1947, 1949 годах в урочище Ближние Елбаны у села Большая Речка. В настоящее время одинцовская культура представлена памятниками Лесостепного Алтая, которые датируются второй половиной IV — первой половиной VIII века и состоят из поселений, городищ и грунтовых могильников. Они известны на правобережье Оби в пределах Бийско-Чумышской возвышенности, Предсалаирской равнины, предгорной зоны междуречья Катуни и Бии, а также на левобережье Оби в пределах Приобского плато и Предалтайской равнины.

## Поселения
Селились средневековые самодийцы, как и их предшественники, в лесных массивах по берегам рек и озер, у кромки террас или на гривах высотой 5—18 м. Выделяются небольшие поселения по 5—11 построек. Имеются средние посёлки с 19—41 постройками и крупные поселенческие центры, где число построек достигает 61—82 единицы. Значительная часть поселений окружалась рвом и валом перед ним. Перепад высоты между дном рва и высотой вала обычно составляет 1 м. Эти параметры, как и расположение вала перед рвом, скорее всего, указывают на границу посёлка, а не серьёзными защитными сооружениями. Встречаются также двойные линии рвов и валов, а также случаи пристройки этих линий по мере роста населенного пункта. Если тыльная часть поселения примыкала к обрывистому берегу, то данная система ров-вал могла окружать посёлок по всему периметру или только с напольной стороны в виде подковы. Ров и вал снабжались разрывами (от 1 до 3) шириной 4—7 м, для въезда на территорию поселения. Площадь огороженной площадки составляла от 750 до 17200 м². Постройки располагались вдоль рва и края берега, иногда в несколько рядов, оставляя, как правило, в центре пустое пространство. Некоторые поселения не имели огороженной территории и постройки устраивались в один ряд (часто вдоль края террасы). Встречается и более сложная планиграфия. Например, ряд построек мог разделяться на три конца-улицы, исходя из рельефа местности. Помимо стационарных посёлков, имеются поселения, являющиеся кратковременными стоянками, приуроченные к пойменным елбанам. На них отсутствуют капитальные постройки, которые, видимо, заменяли наземные конструкции типа шалашей.

## Жилища и хозяйственные постройки
Стационарные жилища являлись полуземлянками, основу которых составлял четырёхугольный котлован, углубленный в землю на 30—70 см. Дно котлована было ровным или с материковыми уступами вдоль двух смежных стен для устройства спальных лежанок. Стены жилища имели срубную конструкцию. Крыши жилищ были четырёхскатными. Их каркас набирался из жердей, опиравшихся на столбы, вкопанные в середине котлована, и перекладины. Крыша покрывалась корой и утеплялась дёрном. Жилище имело один вход, расположенный в углу с коротким коридором или без него. Отапливалось помещение очагом открытого типа, на нём же готовили пищу. Очаг представлял собой углубление в полу в виде округлой или овальной ямы площадью около 1 м². Он располагался либо в центре помещения, либо ближе к одной из стен, удалённых от входа. Большинство таких изб топилось по-чёрному — без трубы. Дым выходил через дверь. Однако была зафиксирована крыша с четырёхугольным отверстием для дымохода. У такой крыши не было опорных столбов и несущие нагрузки распределялись на верхние венцы сруба через стропила. Площадь жилища составляла 20—40 м². Одна его половина была спальной, другая хозяйственной, о чём свидетельствуют остатки битой посуды, пищи и отдельные вещи. Хозяйственные постройки имели ту же конструкцию, что и жилища, но отличались меньшей площадью. Количество хозяйственных построек уступает числу жилищ. Культурный слой поселений не большой и не богат находками. Это свидетельствует либо об их сезонном использовании, что маловероятно для средних и крупных посёлков, либо о переработке основной продукции на временных стоянках.

## Хозяйство
Основу хозяйства самодийских племён составляли присваивающие отрасли: охота, рыболовство, собирательство. Охотились на крупных копытных животных — лосей, оленей, косуль, для добычи меха — на медведя, лису, зайца, а также на водоплавающую птицу. Орудиями охоты были лук и стрелы с костяными наконечниками. Из производящей экономики дальнейшее развитие получило животноводство. Согласно остеологическому материалу, полученному из поселенческих и погребальных памятников, ведущая роль принадлежала лошади. Но лошадь использовалась в основном как верховое животное. Разводился также мелкий рогатый скот и в небольшом количестве крупный рогатый скот. Занятие животноводством носило сезонный характер. Незаменимым домашним животным была собака. Встречаются захоронения собак, сопровождавших умерших людей.
Металлообработка
Из железа изготавливалось много разных изделий: вооружение, часть конского снаряжения, орудия труда и предметы быта (тёсла, ножи и их обоймы с цепочками для подвешивания к поясу, котлы), детали одежды (пряжки, поясные бляхи-накладки). 
Из бронзы изготовляли украшения (гривны, браслеты, серьги, подвески, нашивные и подвесные бляхи), поясную гарнитуру (пряжки, бляхи, наконечники), предметы быта (зеркала, котлы).
Керамика
В одинцовской керамике было выделено три типа. Первый тип характеризуется сосудами баночной формы с различными соотношениями диаметра и высоты. Венчики у сосудов прямые или слабопрофилированные с горизонтальным округлым срезом или срезом внутрь сосуда. Наиболее распространённые орнаменты — ямки, гребёнчатый и полулунпый штампы. Встречаются S-образный гребёнчатый штамп, «гусеничка», отпечаток уголка лопаточки и насечки. Второй тип керамики характеризуется сосуды горшковидной формы, с хорошо выраженными шейкой и венчиками, с диаметром устья, равным высоте сосуда. Данный тип керамики баночными сосудами не представлен. Орнаментация сходна первому типу. Третий тип керамики характеризуется сосудами горшковидных форм с хорошо выраженными плечиками и шейкой. В керамических материалах этого типа полностью отсутствуют прямые венчики с горизонтальным срезом, но встречаются венчики с наружным срезом и воротничками, которые отсутствуют в комплексах первого и второго типов. Орнаментальные мотивы те же. Сырьё для производства посуды брали из местных источников. В глиняную массу добавлялся песок, шамот, навоз животных и помёт птиц. После нанесения орнамента сосуды просушивались и обжигались открытым способом на кострах.
Костерезное дело: охотничьи наконечники стрел, псалии, подпружные пряжки, застёжки, различные накладки (на лук, седло, колчан), подвески на ожерелья.

## Могильники
Могильники устраивались в речной пойме либо на елбанах, либо на длинных мысах, вдающихся в ту же пойму. Выделяются одиночные погребения, небольшие кладбища до десяти могил, средние кладбища из двух-трёх десятков объектов и крупные некрополи, содержащие более 70 захоронений. Обнаружены несколько могил, принадлежащих наиболее знатным и богатым представителям одинцовского общества. Они сделаны на высоком берегу и на большой глубине (1,8—2,15) м. Могилы сооружалась, как правило, в форме прямоугольной грунтовой ямы, глубиной 0,5—1 м. Для внутримогильных конструкций использовались деревянные рамы, перекрытые плахами или листами бересты. Известно три способа захоронений: трупосожжение на стороне, трупоположение, трупоположение с конём. Первый тип обряда восходит к самодийскому населению предыдущего времени. Второй тип привнесён переселенцами из Средней Азии. Этот тип был перенят основной частью самодийцев. Третий тип захоронений также как и второй — пришлый, появившийся с новым населением из Горного Алтая, которое было ассимилировано в местной среде. Среди одинцовских погребальных комплексов встречаются захоронения с полным набором вооружения. Эти могилы могут говорить о выделении в обществе особой прослойки воинов-дружинников .

## Социальная структура
Социальная структура одинцовского общества может быть определена как позднеродовая, вступившая в фазу военной демократии.